# Chakhrisabz

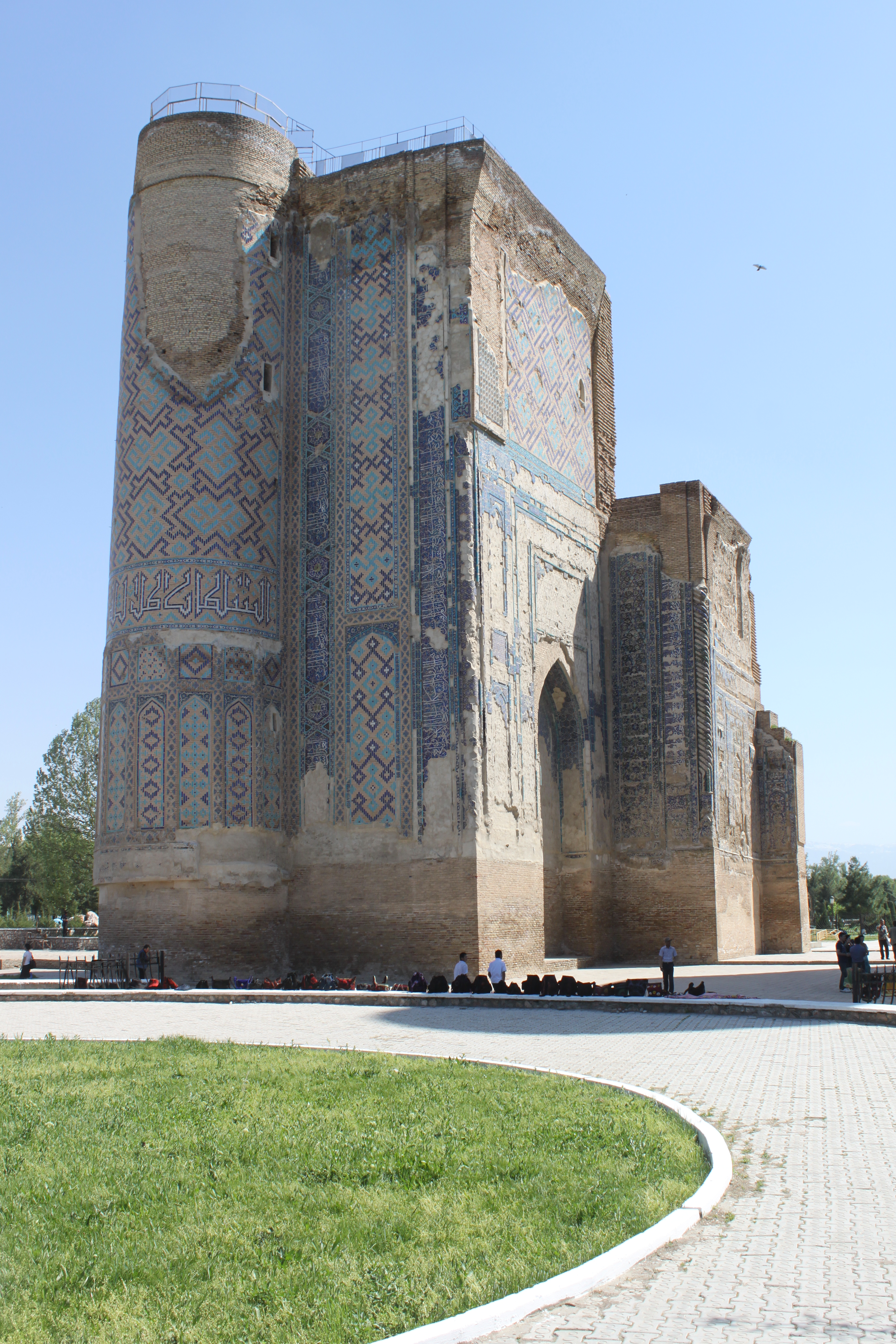
Ak Saray.

Chakhrisabz, également écrit Shahr-e Sabz ou encore Shakhrisyabz (en ouzbek : Shahrisabz ou Shaxrisabz), signifiant « ville verte » en français, est une ville de l'Ouzbékistan, terre natale de Tamerlan, située au sud de la ville de Samarcande. Son nom ancien était Kesh.
Le centre historique de Chakhrisabz compte des édifices monumentaux exceptionnels et des quartiers anciens témoignant du développement séculaire de la ville, et tout particulièrement de son apogée, sous le règne de Tamerlan (Amir Timour) et des Timourides, du XVe au XVIe siècle.
Depuis 2000, Chakhrisabz fait partie du patrimoine mondial de l'UNESCO.

## Histoire
Anciennement connue sous le nom de Kash, Shahrisabz compte parmi les villes les plus anciennes de l'Asie centrale. Elle a été fondée il y a plus de 2 700 ans. Du VIe au IVe siècle, elle faisait partie de l'empire achéménide.
Ptolémée, général d'Alexandre le Grand, y capture Bessos, le satrape de Bactriane et prétendant au trône de Perse, mettant ainsi fin à l'Empire achéménide. Alexandre le Grand passait certains hivers à Kash ; il y rencontra son épouse Roxane en 328-327 av. J.-C.
En 710, la ville a été conquise par les Arabes.
Shahrisab, la ville verte, est le nom que Tamerlan donna à l'ancienne Kash où il était né le 9 avril 1336. Durant les premières années de la dynastie timouride, la ville était un lieu apprécié ; cependant, au cours de la période timouride, le centre d'activité se déplaça à Samarcande.
Selon la légende, le khan de Boukhara Abdullah Khan II aurait détruit la ville dans un accès de colère à la suite de la mort de son cheval, pour cause d'épuisement, à l'approche de la ville[réf. nécessaire].
La ville a lutté pour son autonomie lors de la domination de Boukhara. Les Russes ont aidé l'émir de Boukhara à conquérir la ville en 1870.

## Monuments

### Ak Saray
Ak Saray (ou Aq Saray, littéralement le palais blanc) est un palais réalisé au début de la période timouride, entre 1380 et 1396 et 1404, sous les ordres de Timour.

### Dorout Tilavat
Cet ensemble comprend :

#### Mosquée Kok Gumbaz
La mosquée Kok Gumbaz a été construite en 1437 par Ulugh Beg pour rendre hommage à son père, Shah Rukh. Son nom signifie Dôme bleu, en référence au dôme immense, recouvert de carreaux de céramique bleue, qui coiffe le bâtiment.
Le bâtiment principal est constitué d'une salle carrée d'environ 12 mètres de côté, qui soutient la coupole par l'intermédiaire de trompes d'angles. Entre les trompes d'angles, la forme des écoinçons est caractéristique de cette période. Trois des axes de la salle donnent sur des ouvertures, le quatrième étant constitué par le mihrab. Le tambour de la coupole porte l'inscription en carreaux émaillés blancs : « La souveraineté appartient à Allah, la richesse appartient à Allah ».

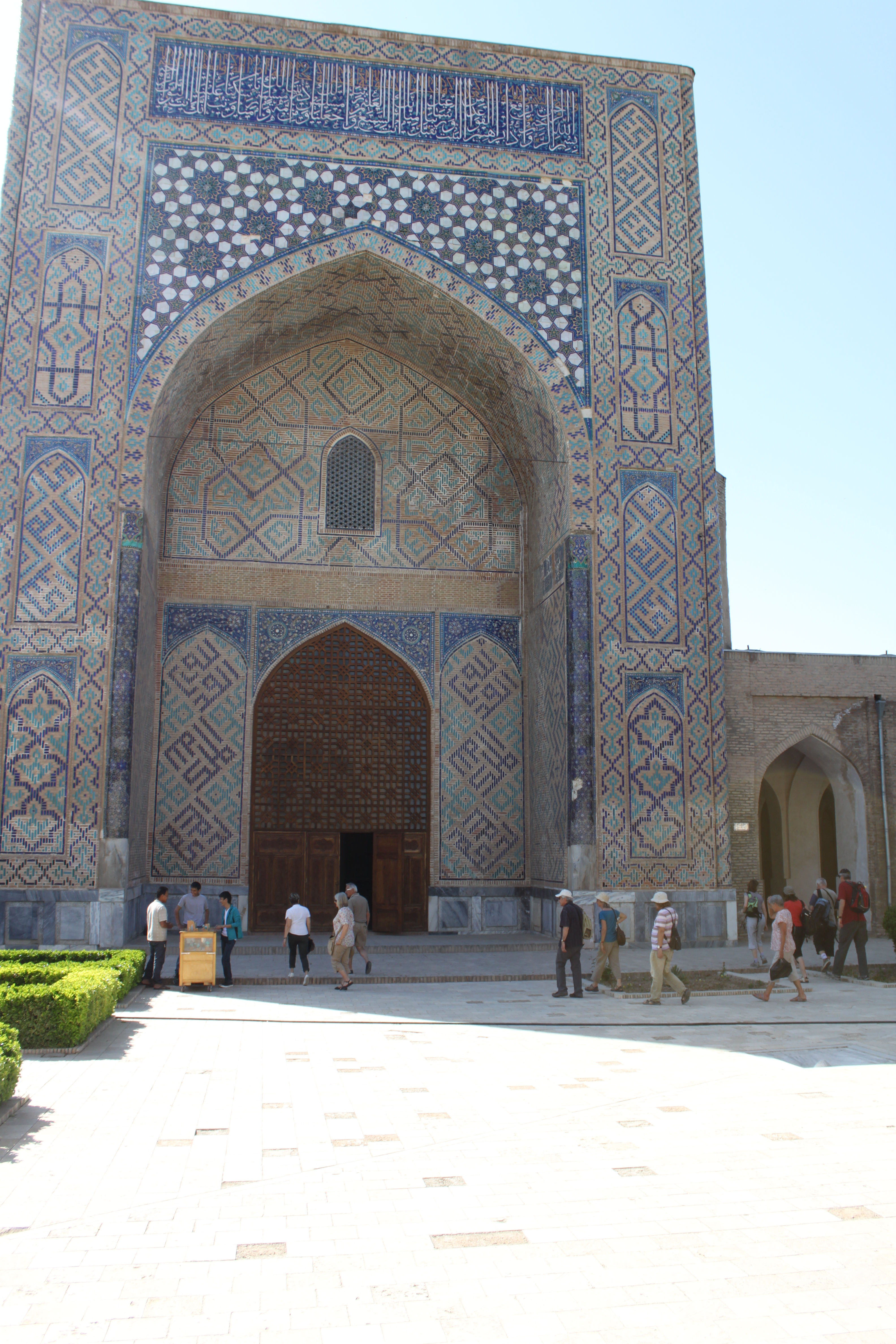
Vue de la mosquée Kok Gumbaz, côté Est.
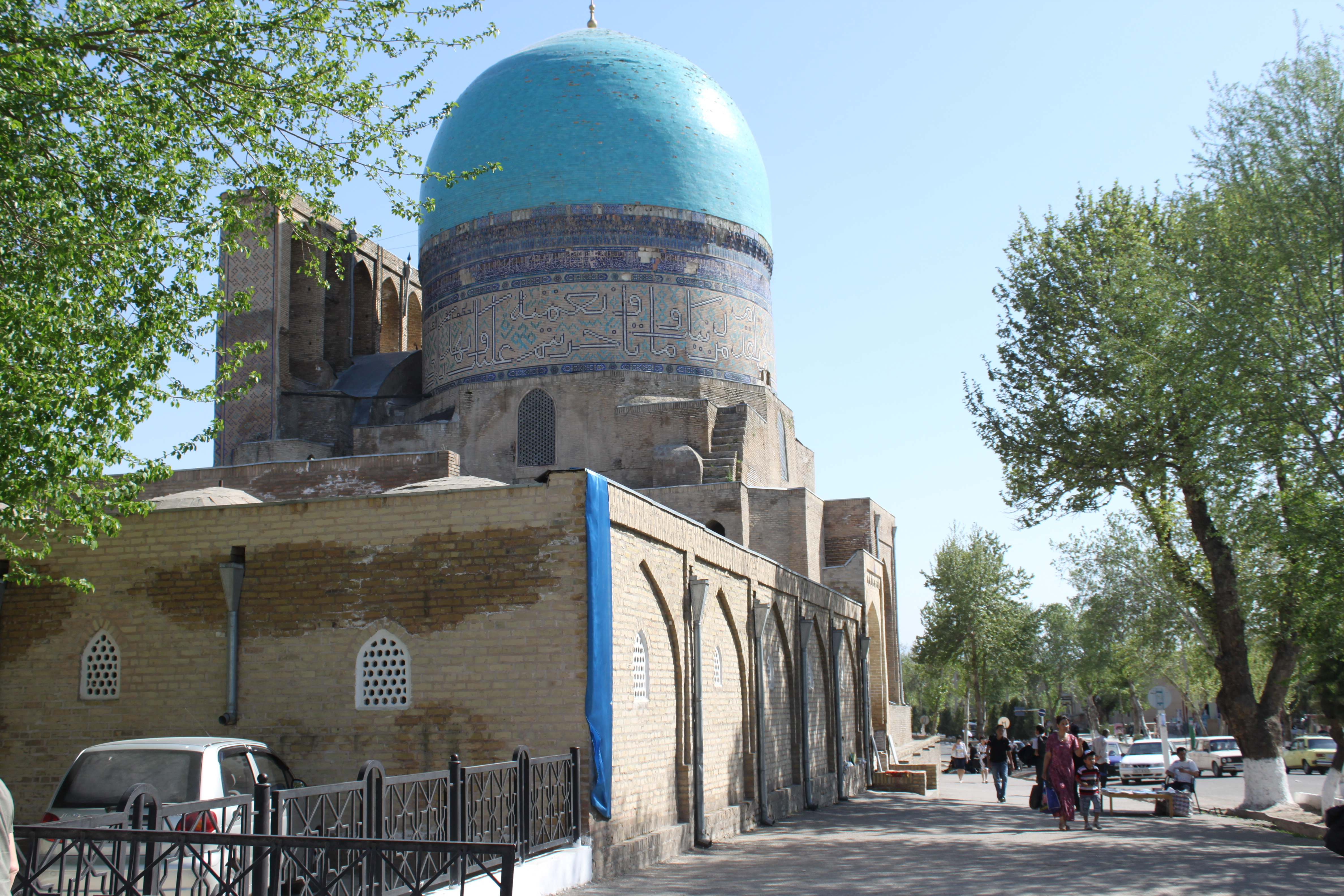
Vue de la mosquée Kok Gumbaz, façade côté Ouest.
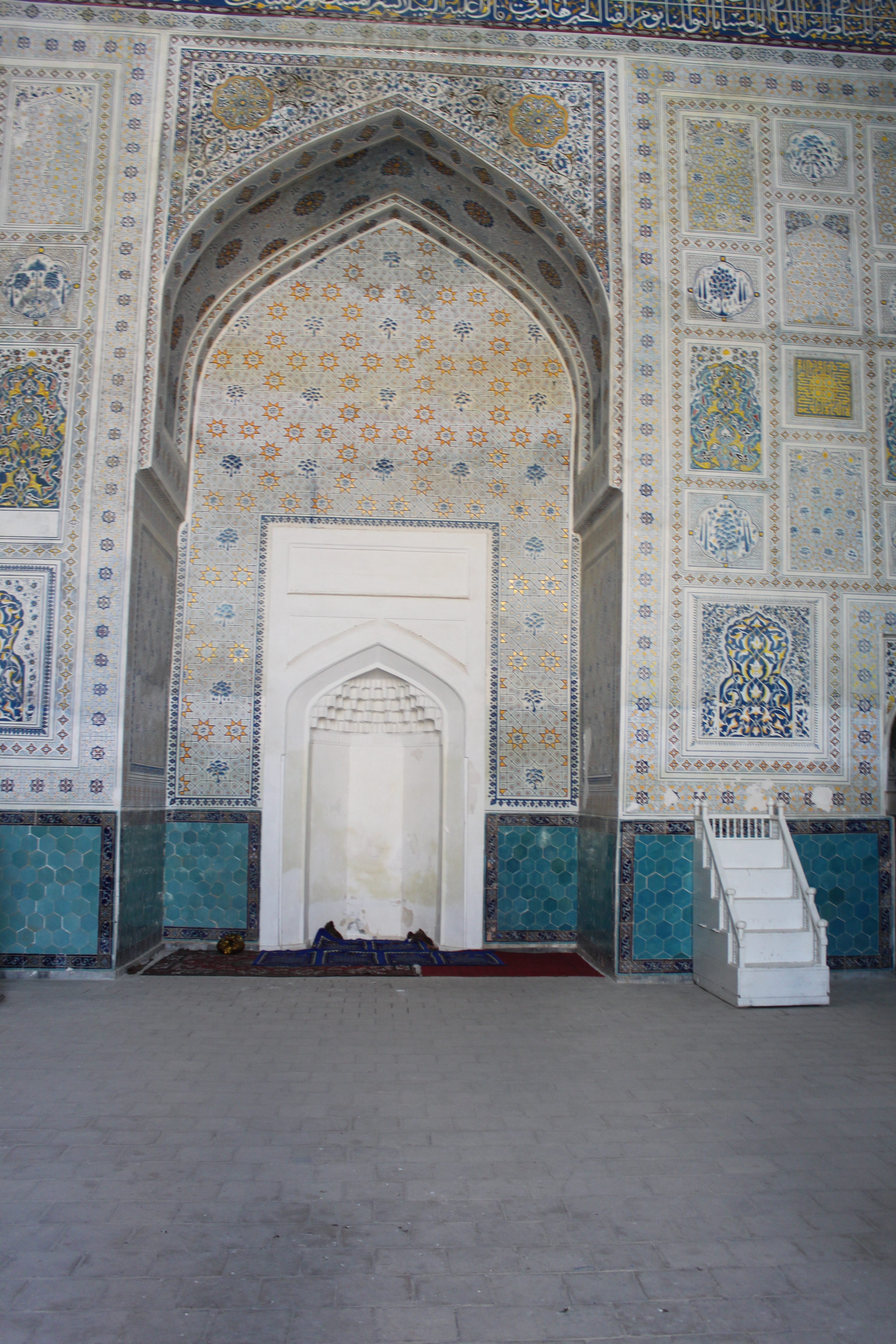
La mosquée Kok Gumbaz : le minbar et le mihrab.
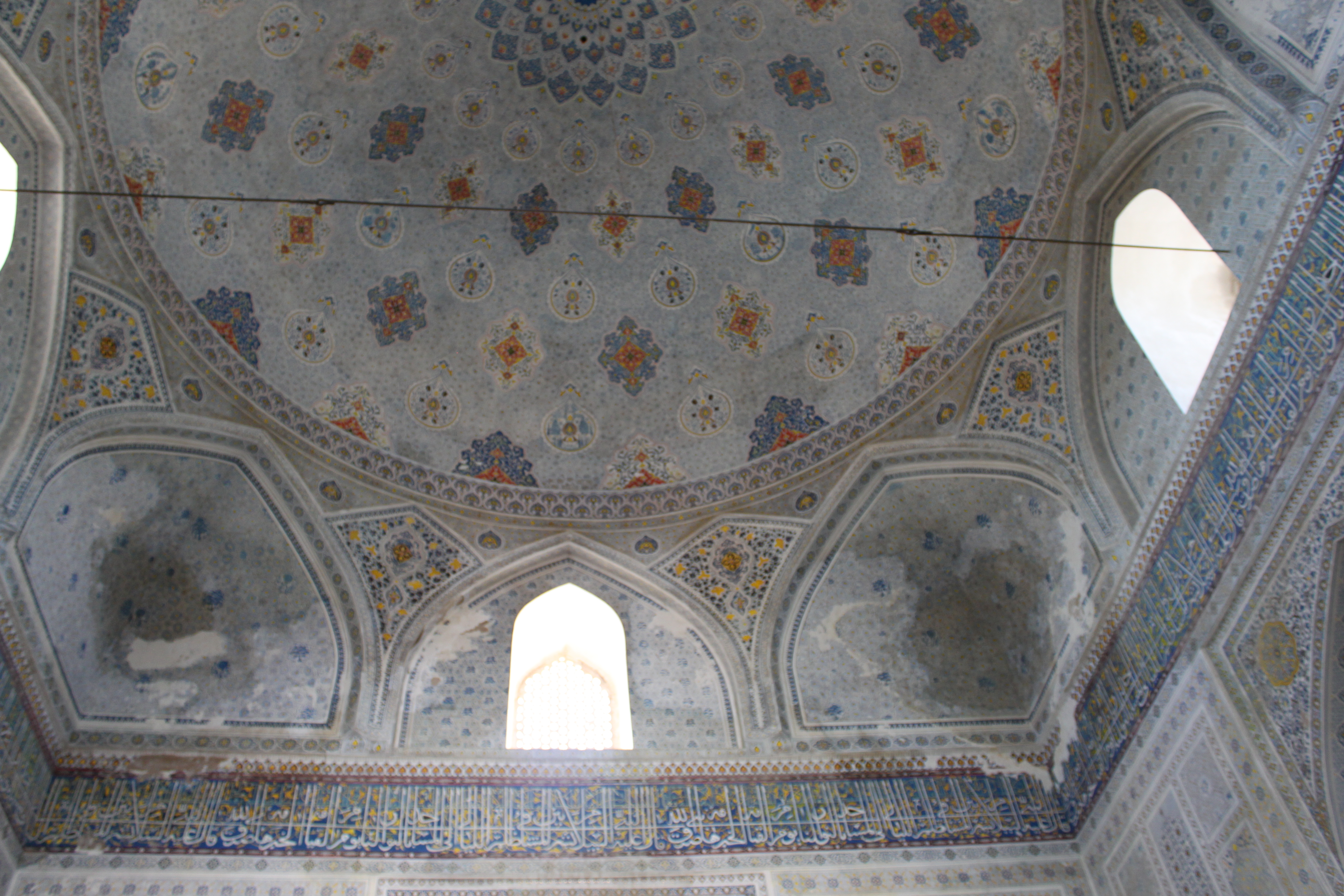
Plafond de la mosquée Kok Gumbaz.
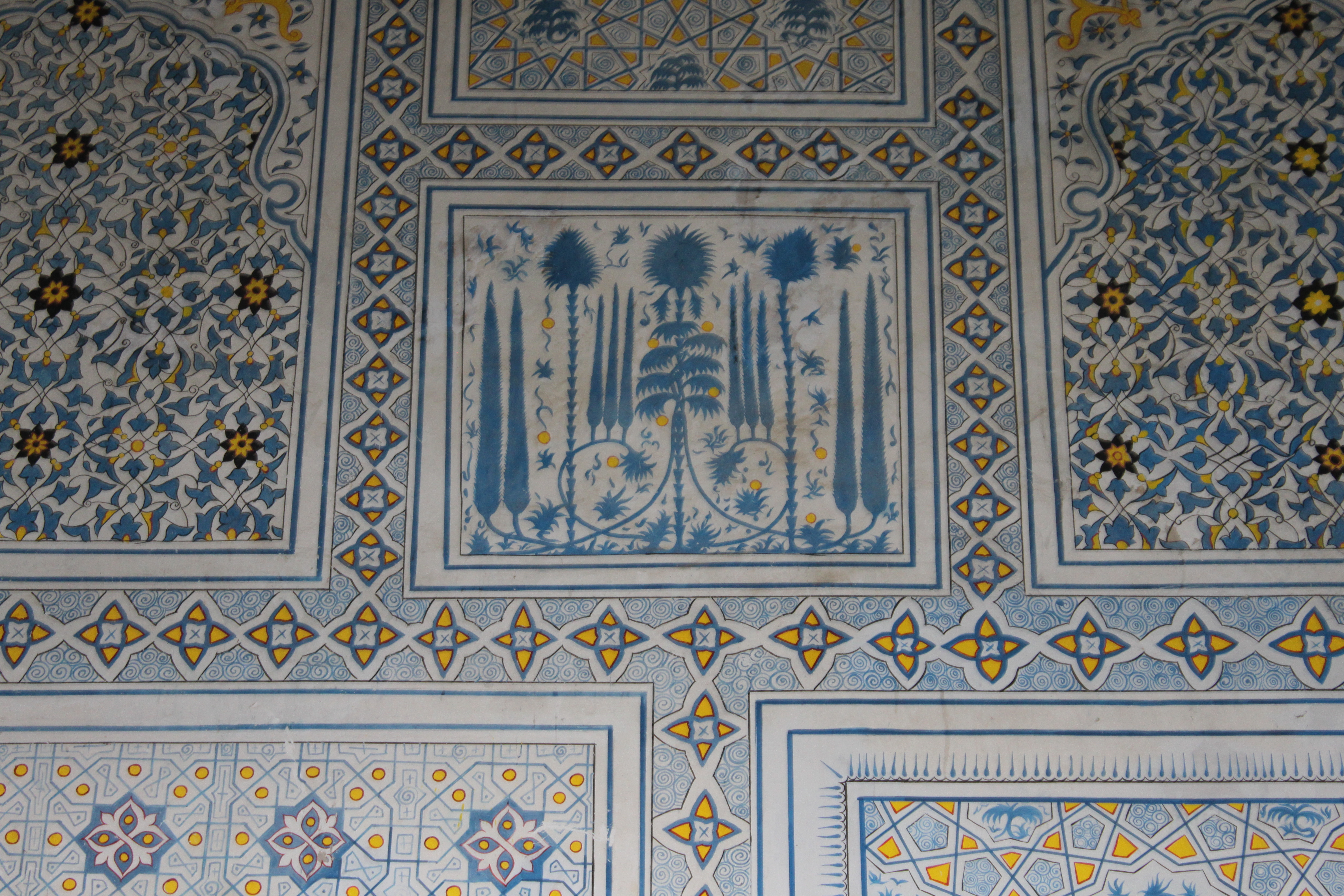
La mosquée Kok Gumbaz, détail.
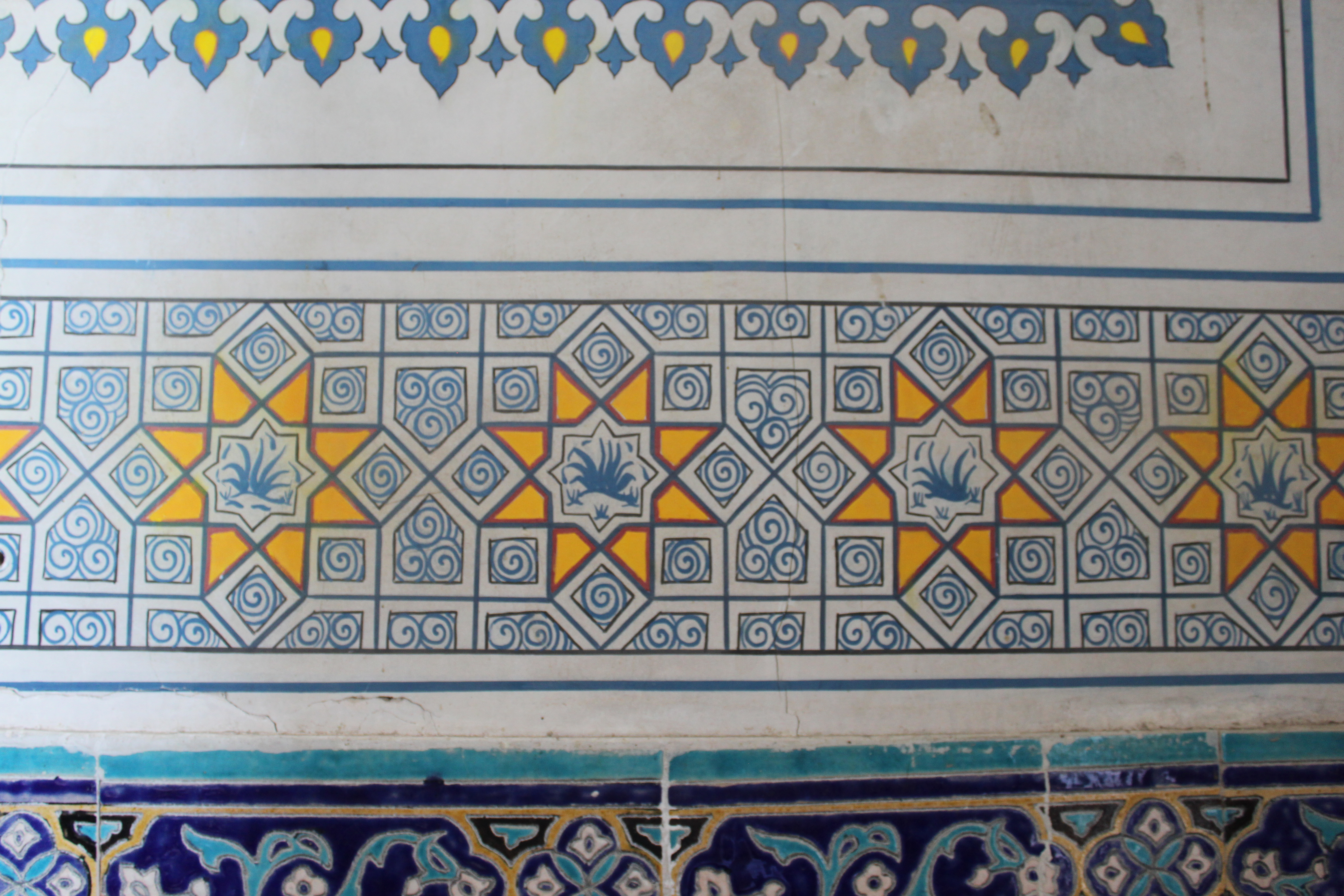
La mosquée Kok Gumbaz, détail.

#### Mausolée Chamseddin Kulal
Le mausolée Chamseddin Kulal a été édifié en 1372-1374 par Timur. Chamseddin Kulal était un soufi, conseiller spirituel de Taragay, le père de Timur.

#### Le mausolée Goumbazi-Sayyidan
Le mausolée Goumbazi-Sayyidan, (1437-1438), avait pour fonction d'abriter les sépultures des parents et descendants d'Ulugh Beg. Il a la forme d'un cube surmonté d'une coupole reposant sur un tambour. Sur la façade principale, on peut voir des restes de mosaïques en briques bleues et blanches, sur un fond de briques ordinaires de couleur ocre.

Le mausolée Chamseddin Kulal et le mausolée Goumbazi-Sayyidan
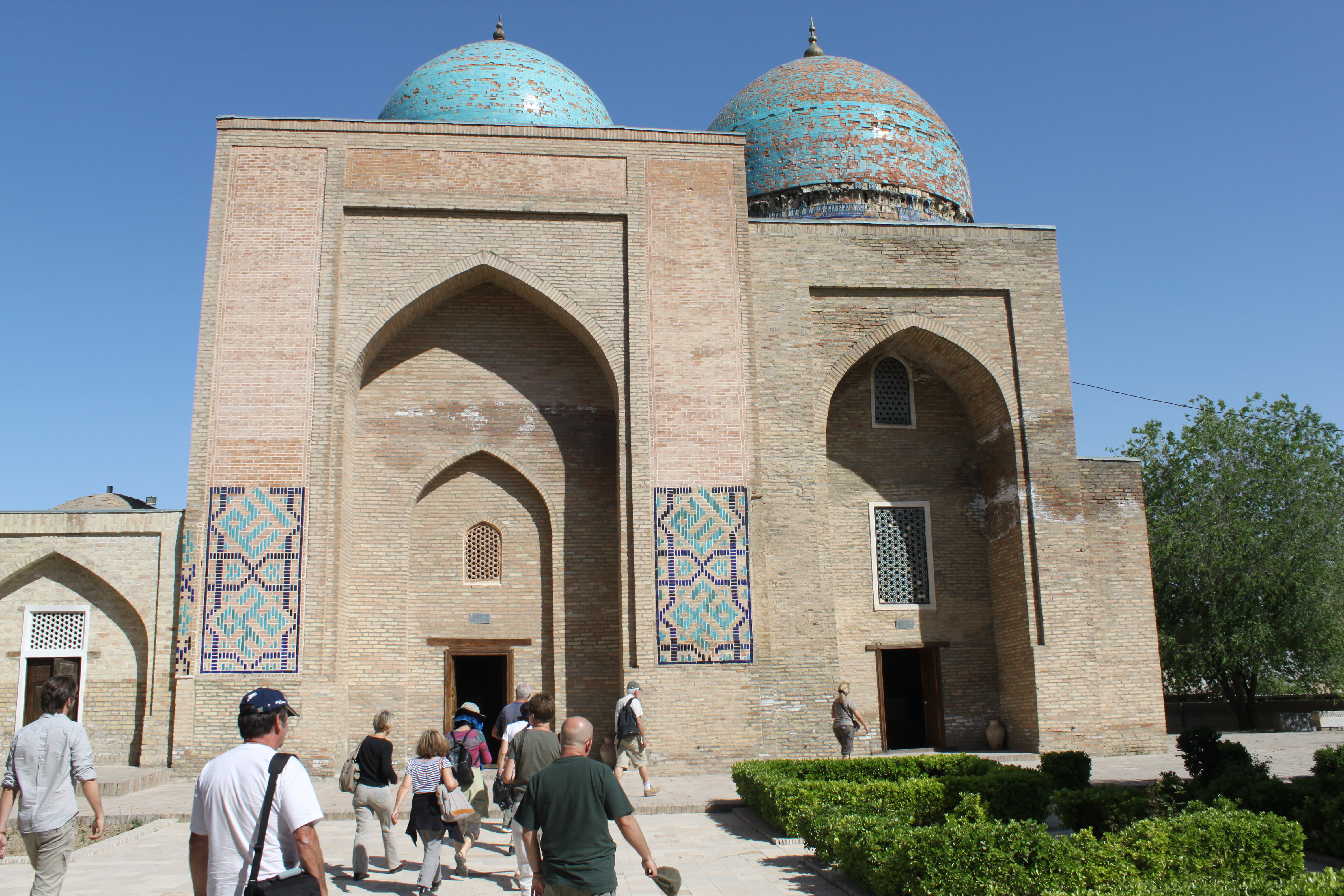
Vue générale des deux mausolées : à droite Le mausolée Goumbazi-Sayyidan, à gauche le mausolée Chamseddin Kulal
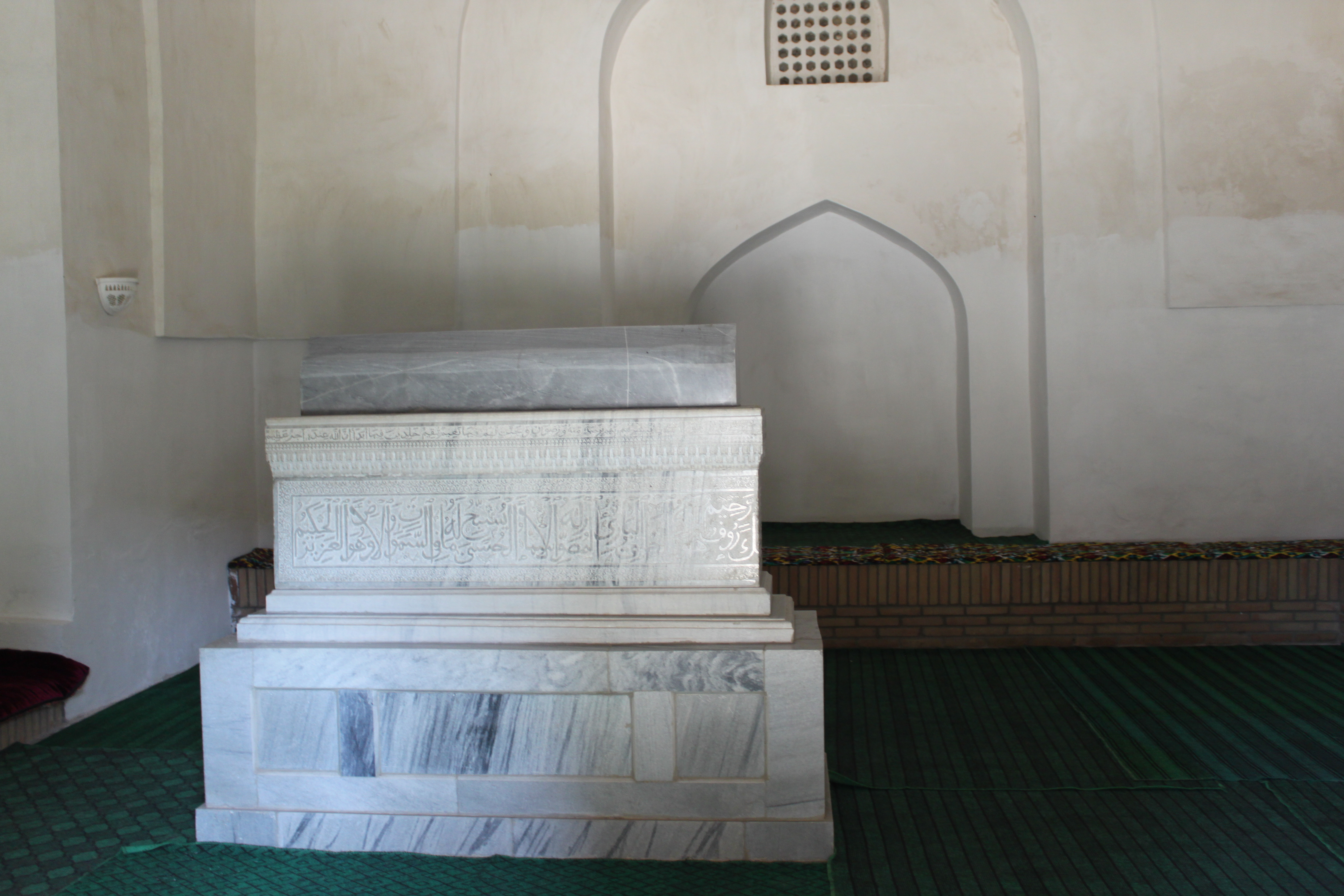
Tombeau dans le mausolée Chamseddin Kulal.
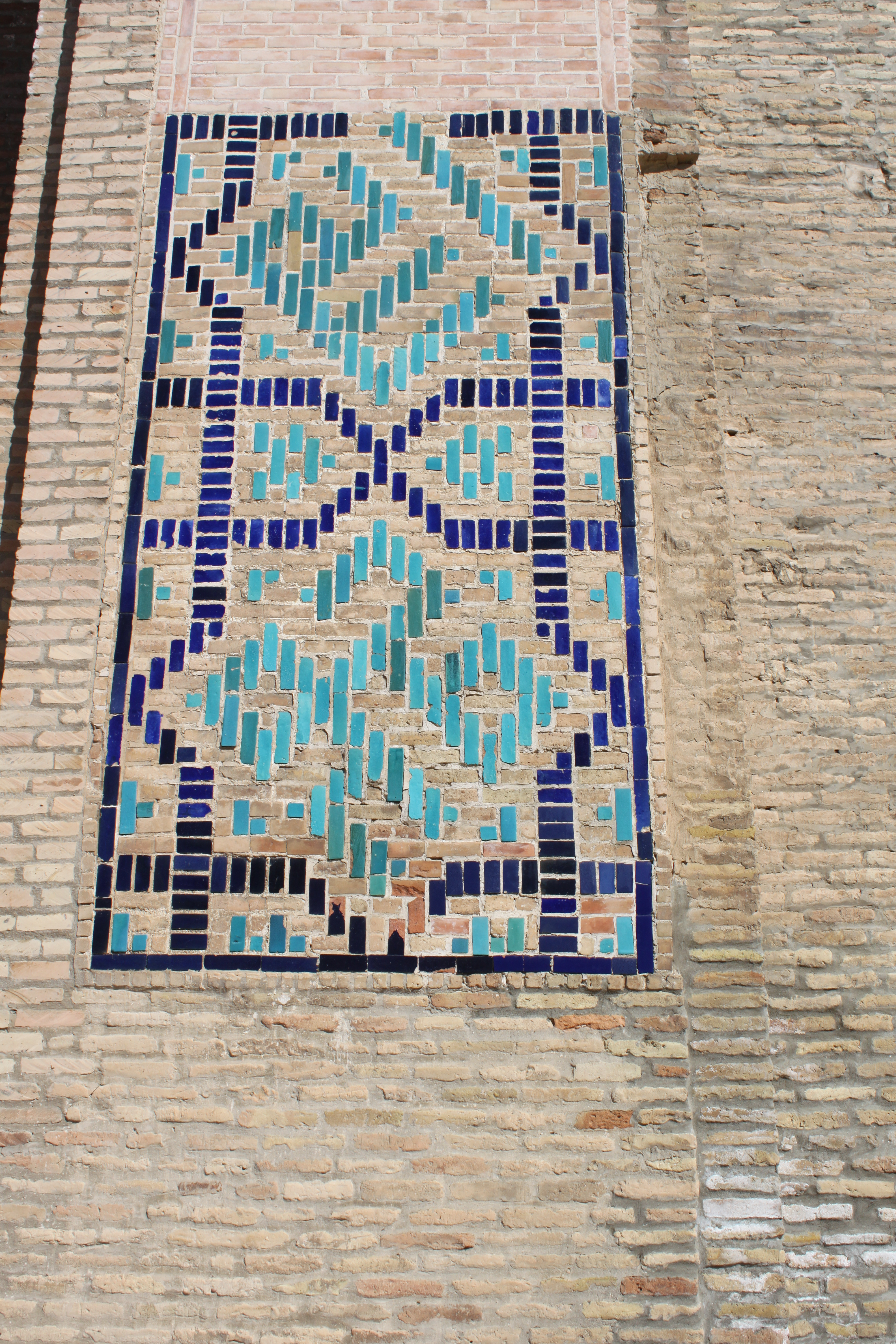
Le mausolée Chamseddin Kulal : détail extérieur (style banaï: inscription en koufique carré de "allah" et "Mohamed")
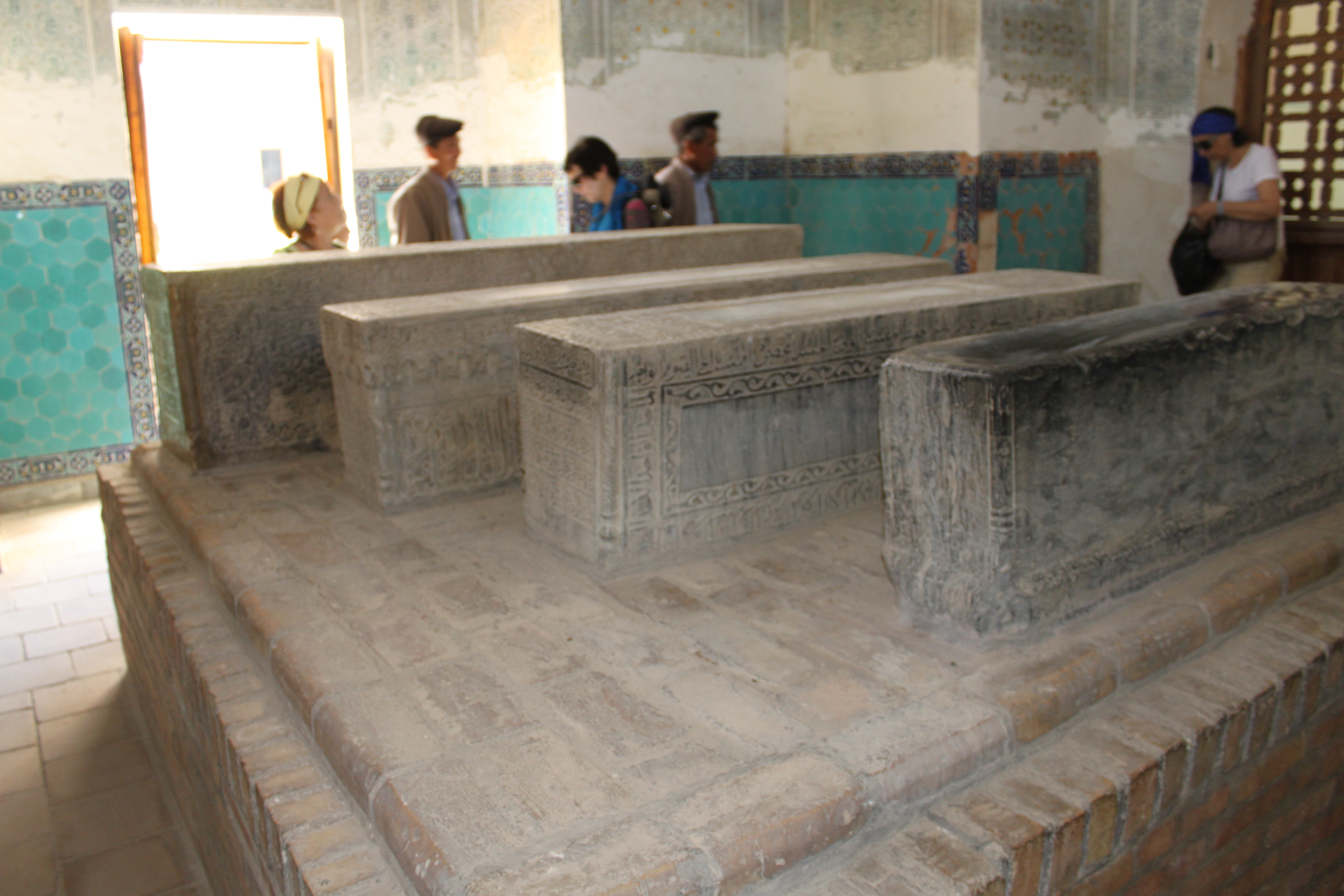
Tombeaux dans le mausolée Goumbazi-Sayyidan.
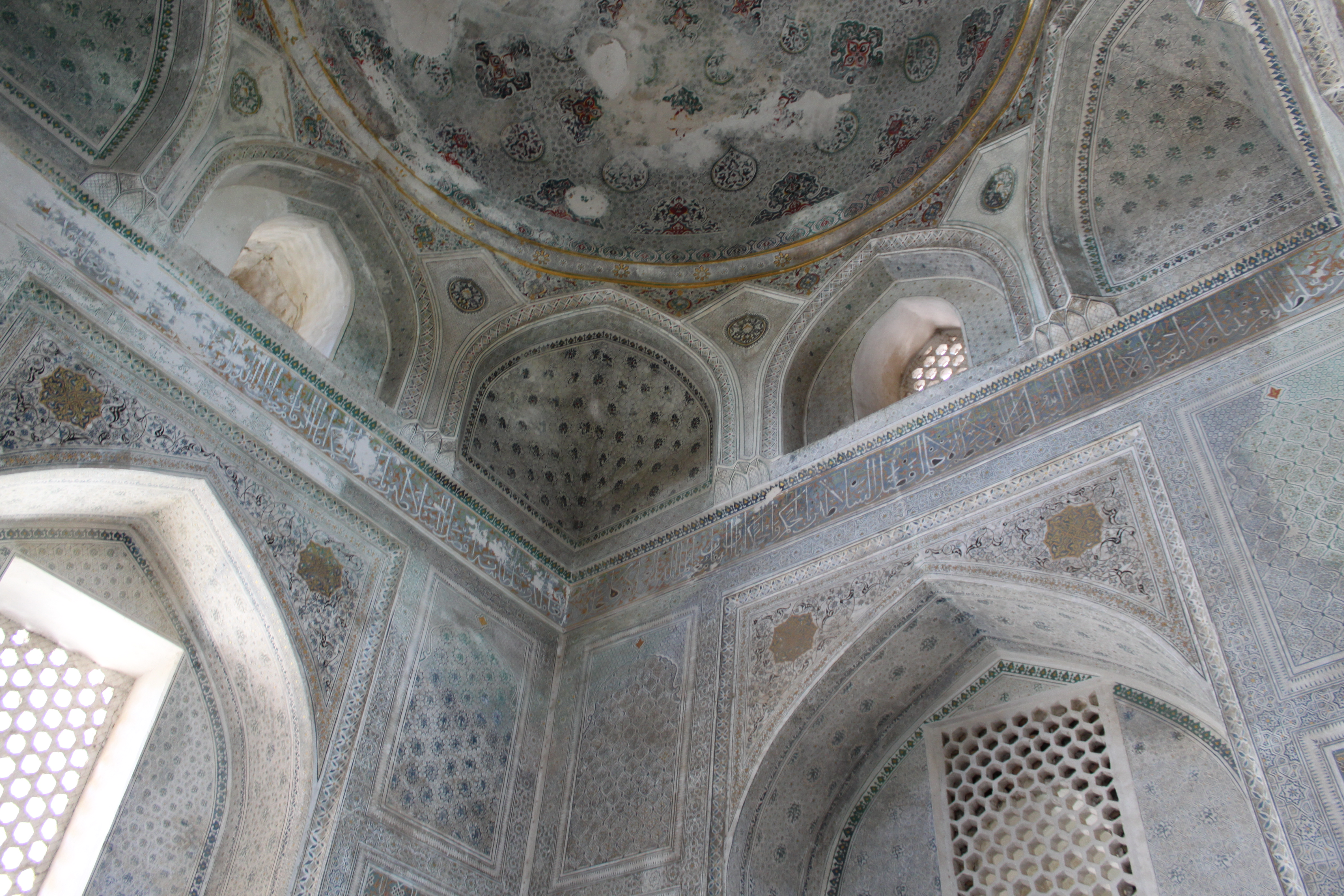
Intérieur du mausolée Goumbazi-Sayyidan.
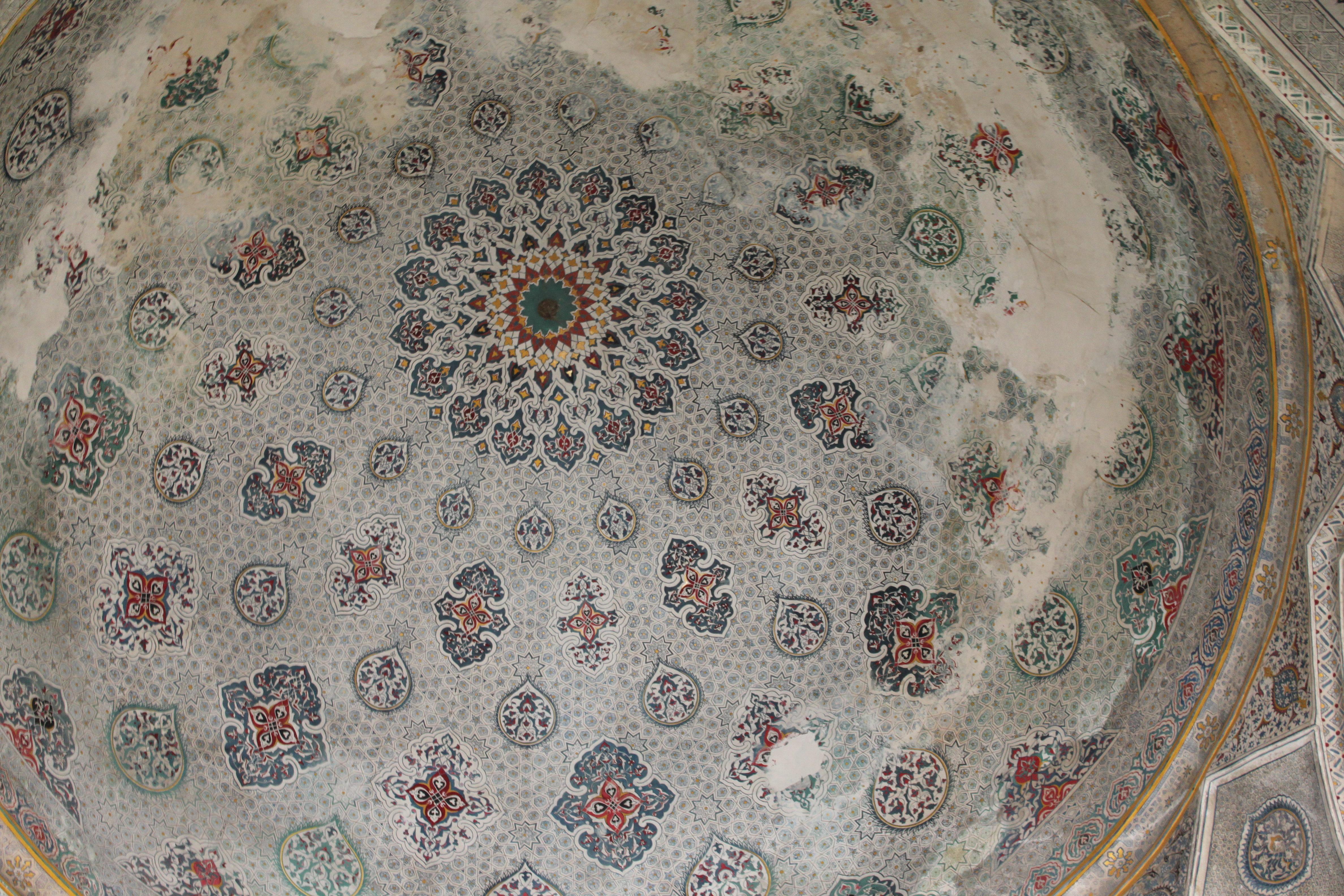
Plafond du mausolée Goumbazi-Sayyidan.

### Dorus Saodat
L'ensemble Dorus Saodat, le siège de la souveraineté, est un ensemble aujourd'hui partiellement détruit ; on estime que le bâtiment principal était de dimensions 70 x 90 m. Le portail était flanqué de deux piliers. Le pilier gauche abrite le mausolée de Djahangir, mort en 1376, tandis que le piler droit, qui a été détruit, aurait abrité le tombeau d'Omar Cheikh, le deuxième fils de Timur, mort en 1391. Le site comprend aujourd'hui :

#### Mausolée de Djahangir
Le mausolée de Djahangir abrite le tombeau du fils aîné — et fils préféré — de Tamerlan, décédé à 22 ans à la suite d'une chute de cheval. Un dôme conique repose sur un tambour à seize côtés.

Le mausolée de Djahangir
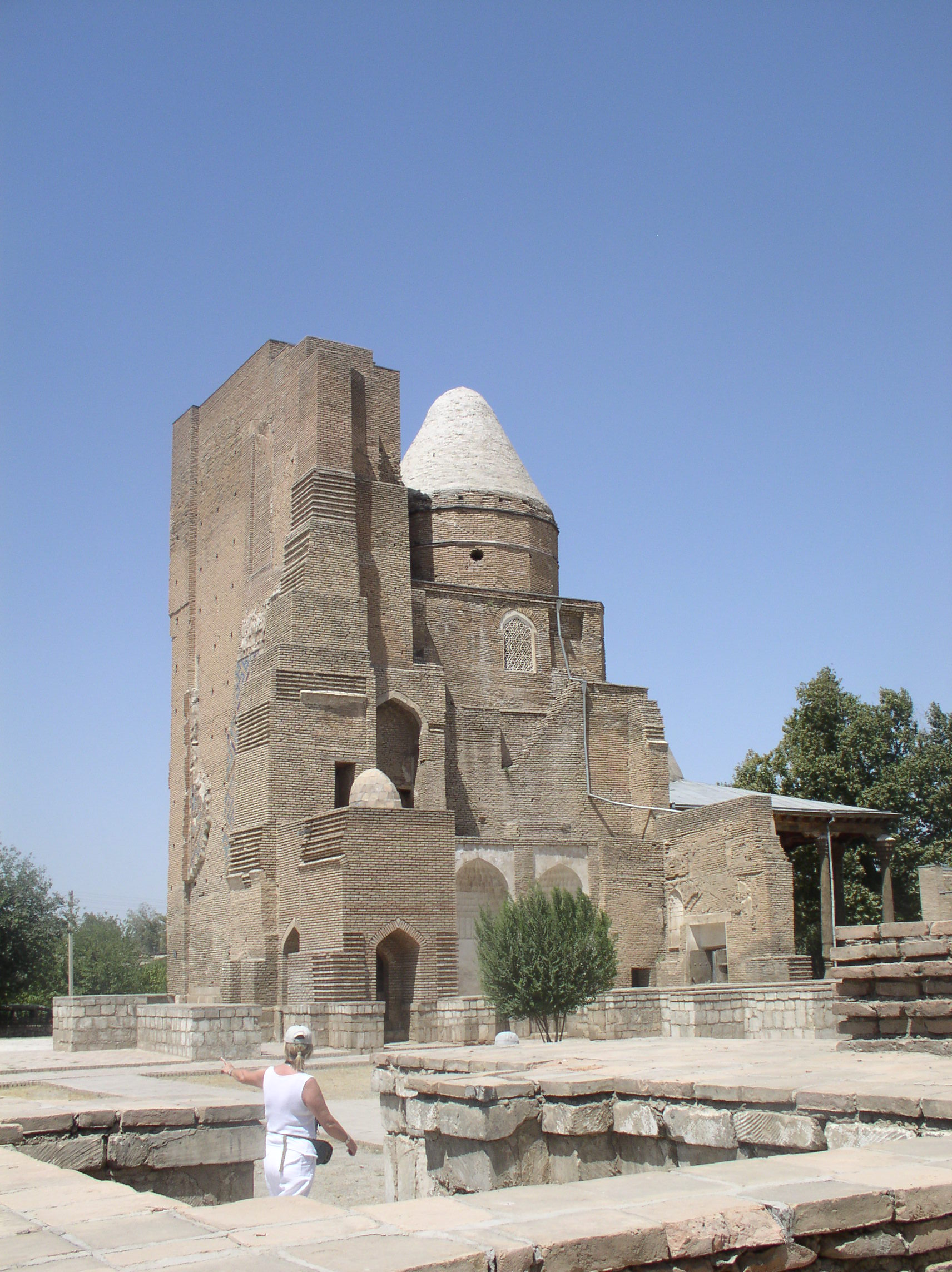
Le mausolée de Djahangir.
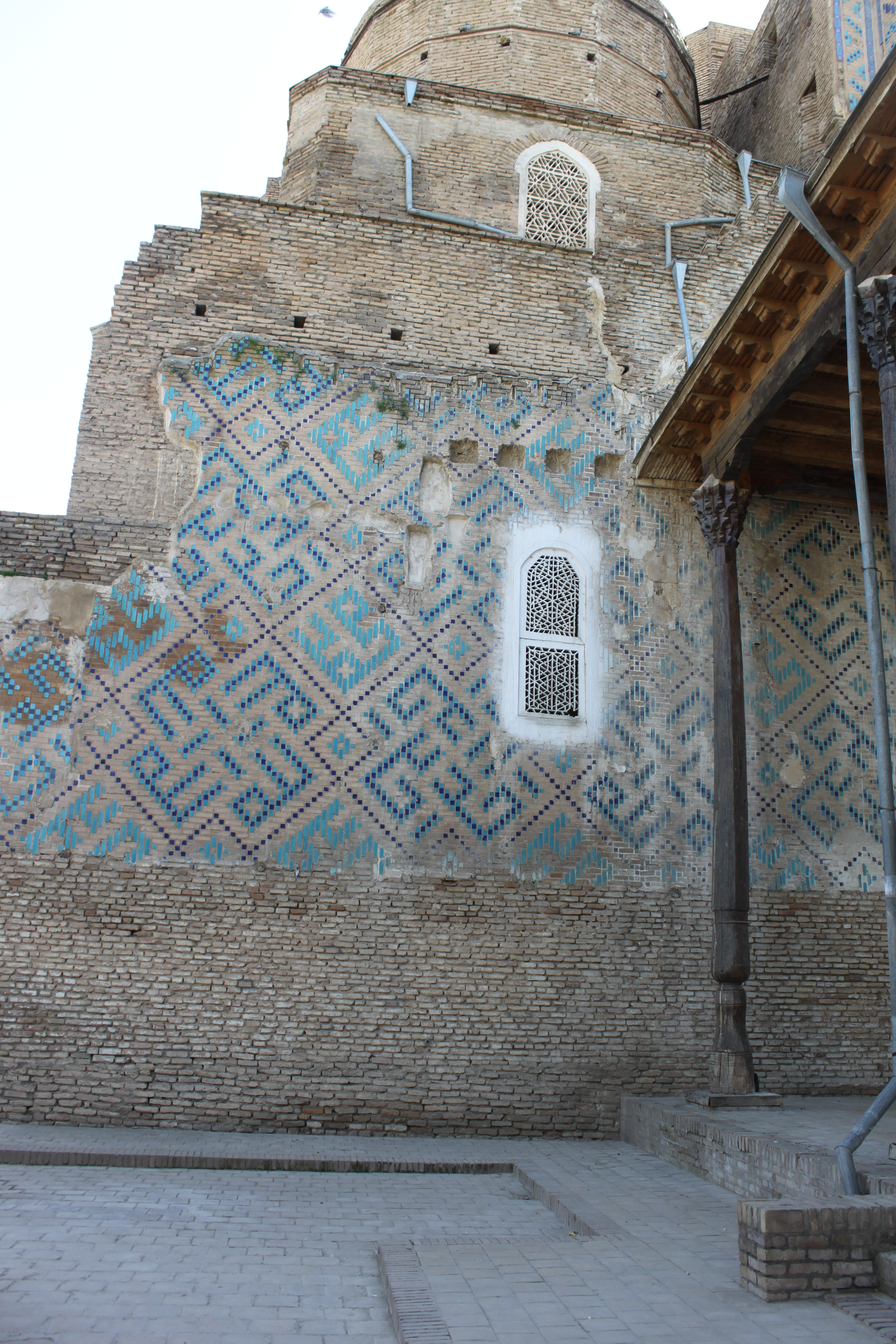
Extérieur du mausolée de Djahangir.
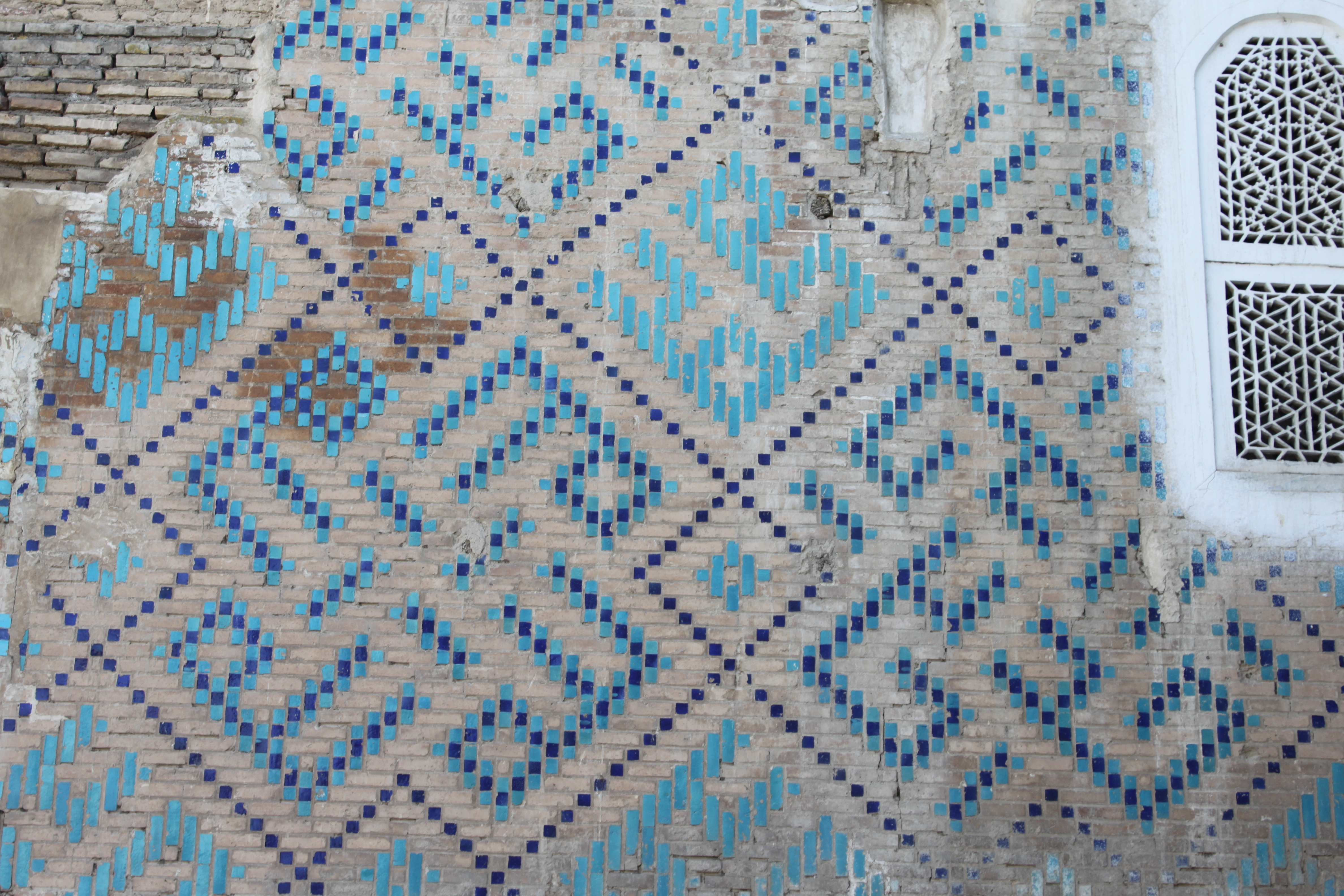
Extérieur du mausolée de Djahangir (détail).
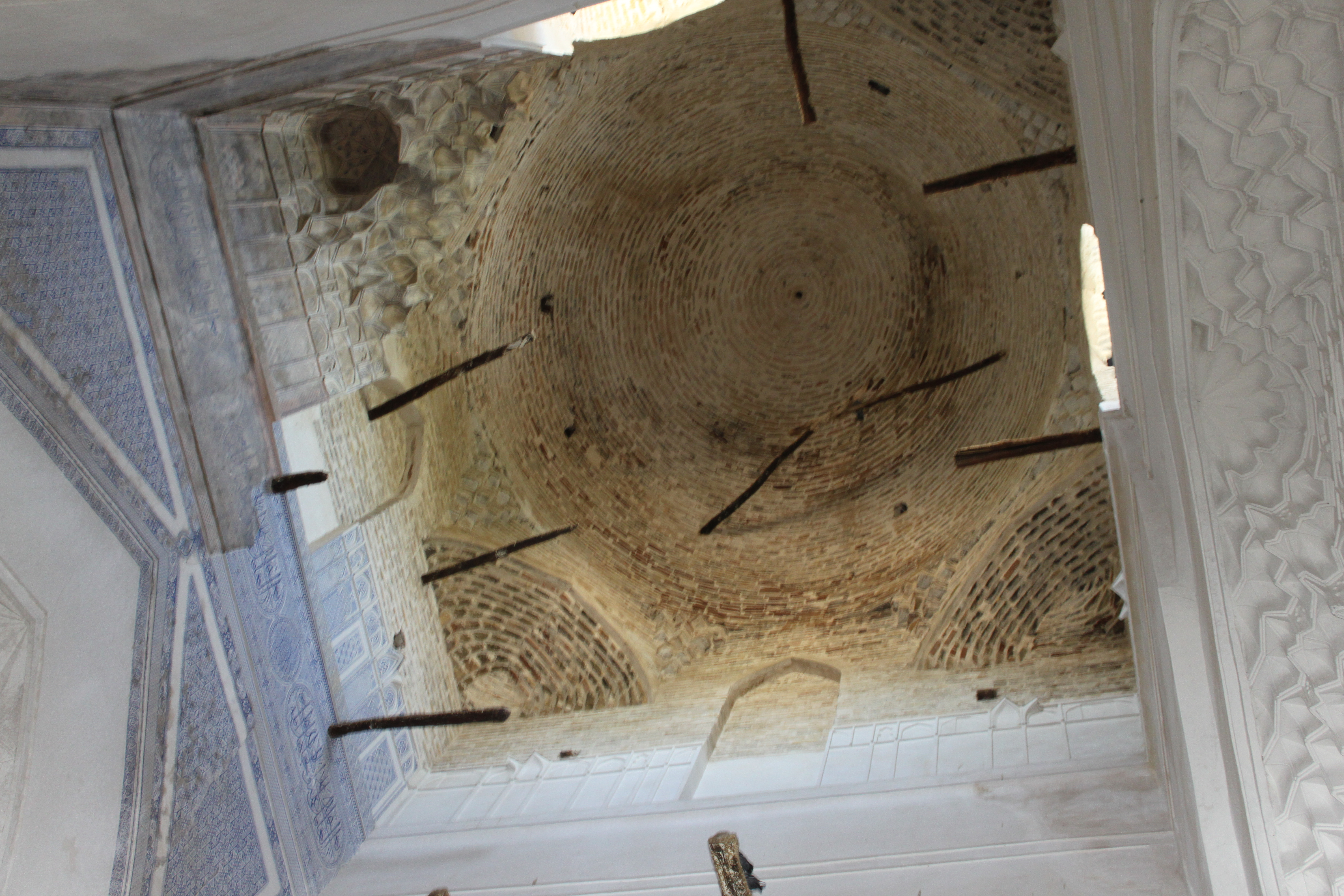
Le plafond du mausolée de Djahangir.
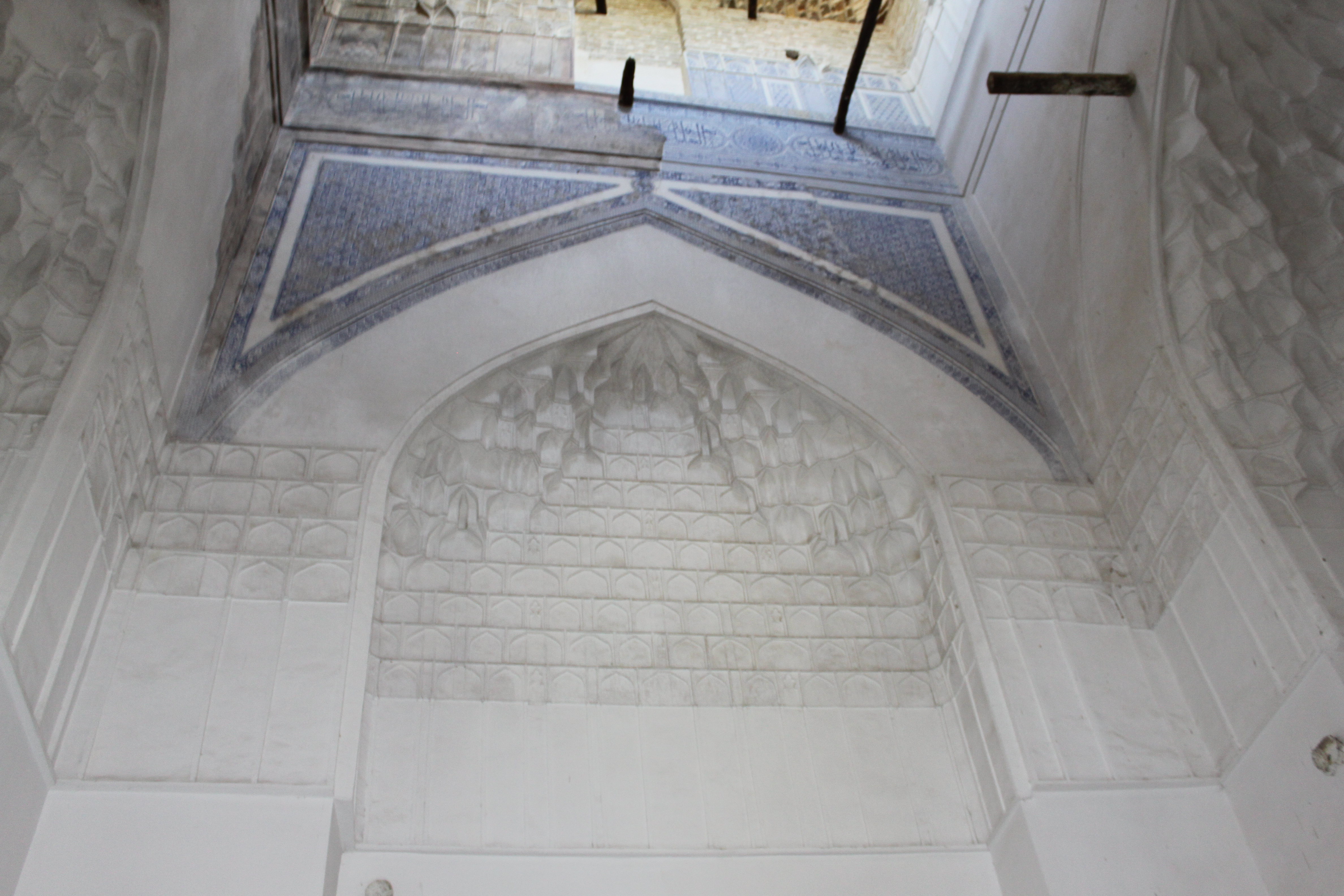
Intérieur du mausolée de Djahangir.
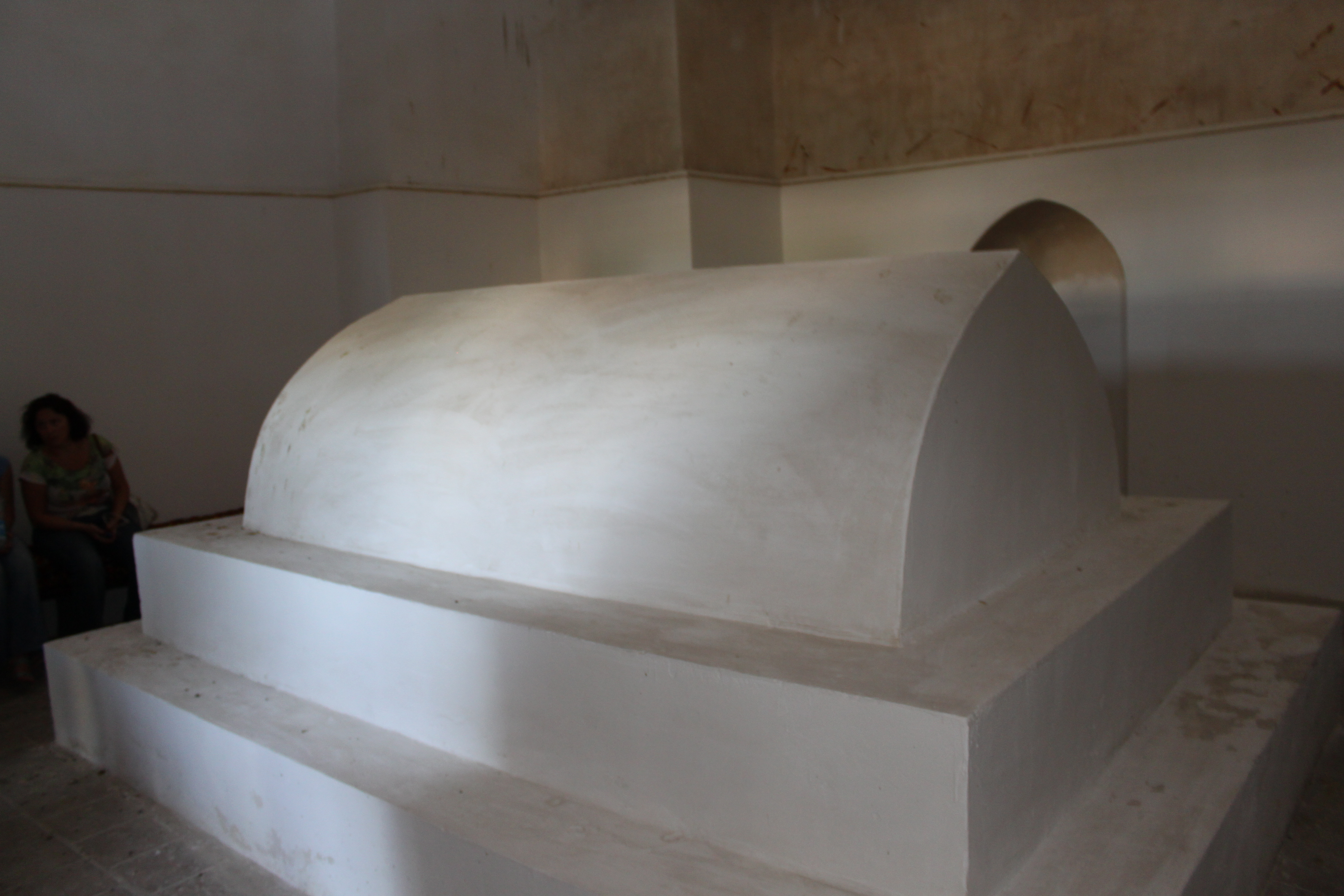
Le tombeau du mausolée de Djahangir.

#### Crypte de Tamerlan
La crypte de Tamerlan a été découverte par des archéologues soviétiques en 1943. La salle est constituée d'un sarcophage de marbre sur lequel les inscriptions révèlent l'utilisation prévue du tombeau pour Tamerlan (Timour en langues turques). Le sarcophage est recouvert d'une plaque tombale en marbre de 11 cm d'épaisseur, avec cinq anneaux fixés aux coins et au milieu. La pièce est simple, à l'exception de citations coraniques sur les arcs : La suprématie appartient à Allah seul. Il est éternel et Tout bien est entre les mains d'Allah, il est tout puissant.
En fait, Tamerlan fut enterré à Samarcande, au mausolée Gour Emir. Son tombeau à Shahrisabz contenait deux corps, ceux d'un homme et d'une femme, qui n'ont pas encore été identifiés.

La crypte de Tamerlan
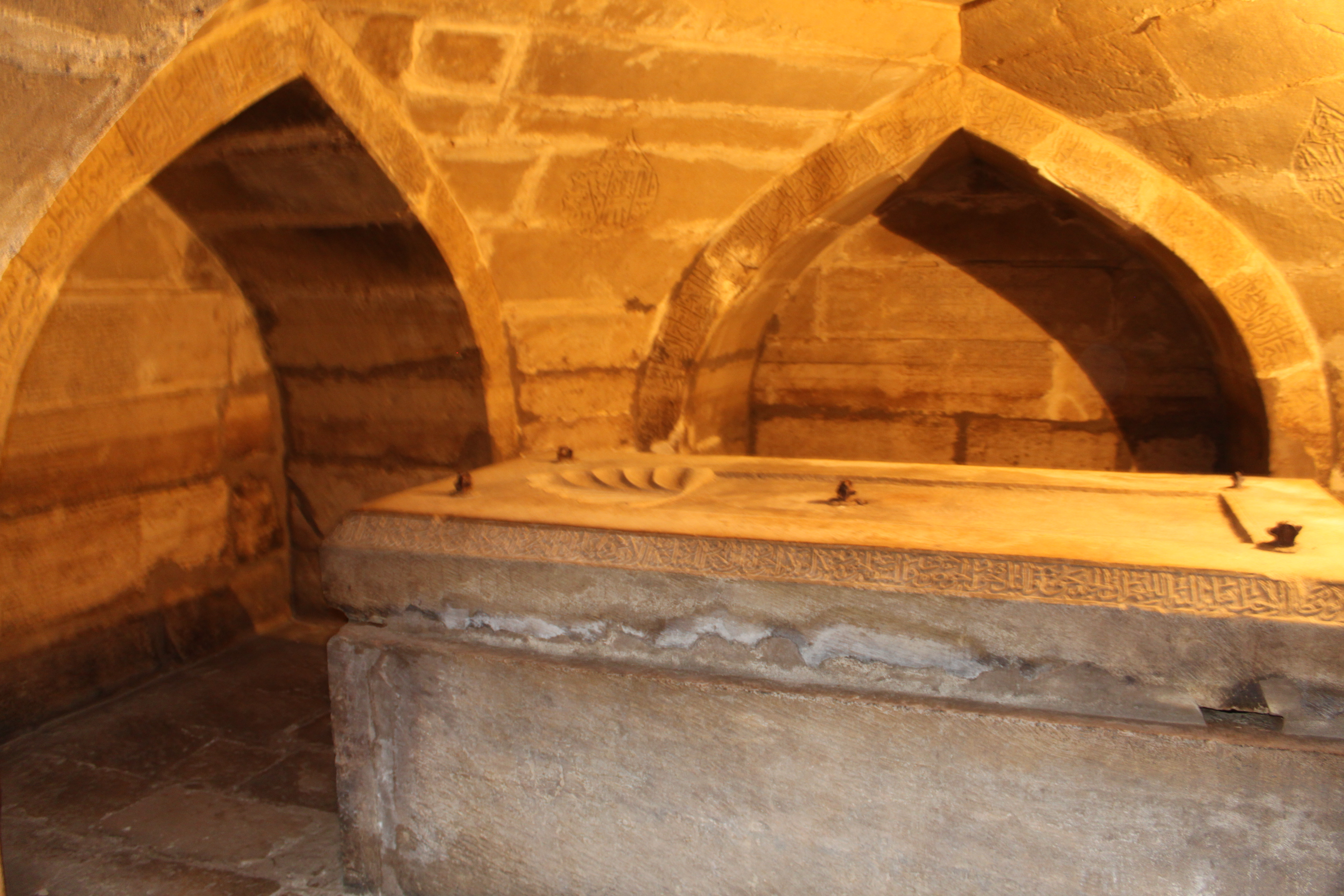
La crypte de Tamerlan : le sarcophage.
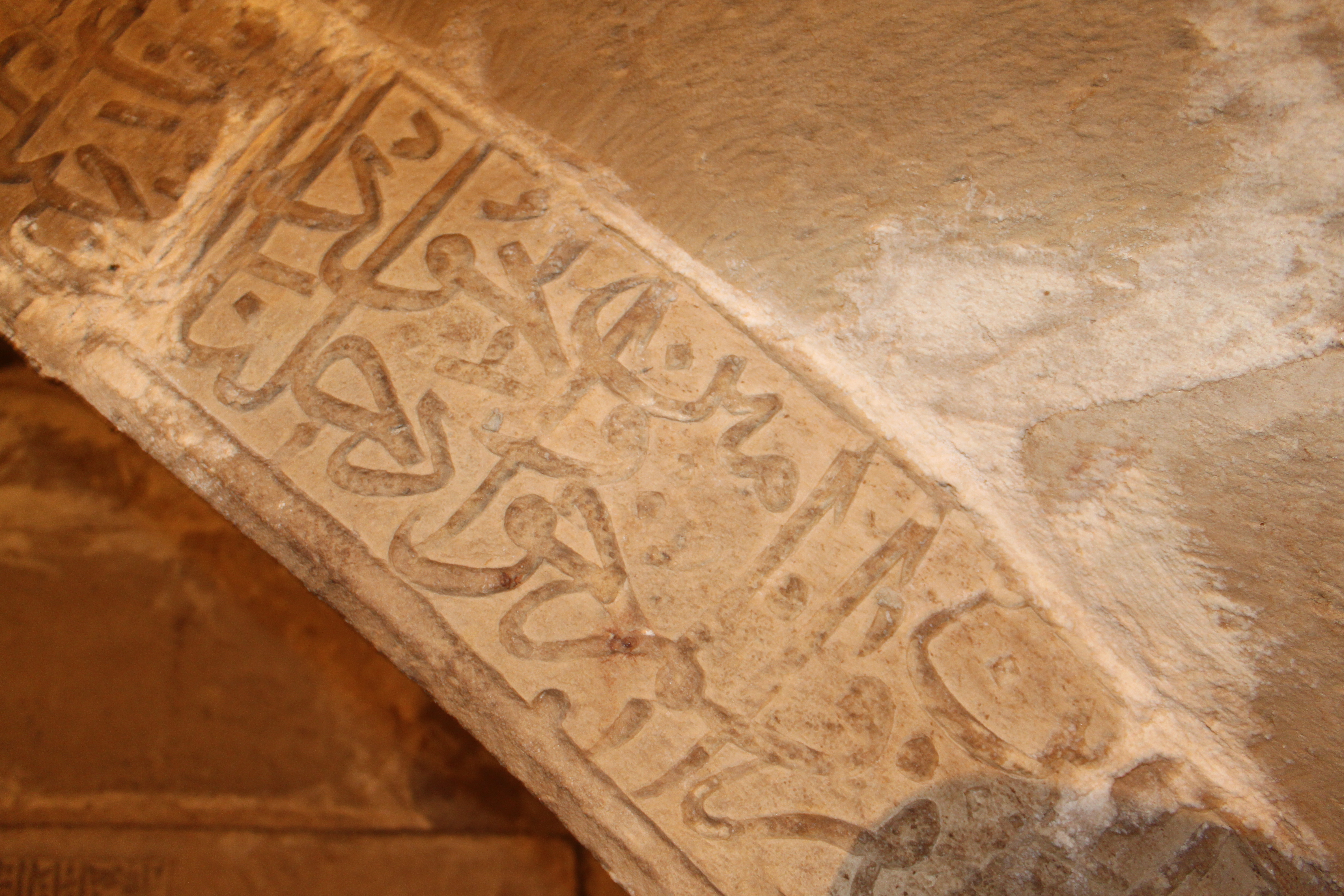
La crypte de Tamerlan : inscription sur les arcs.
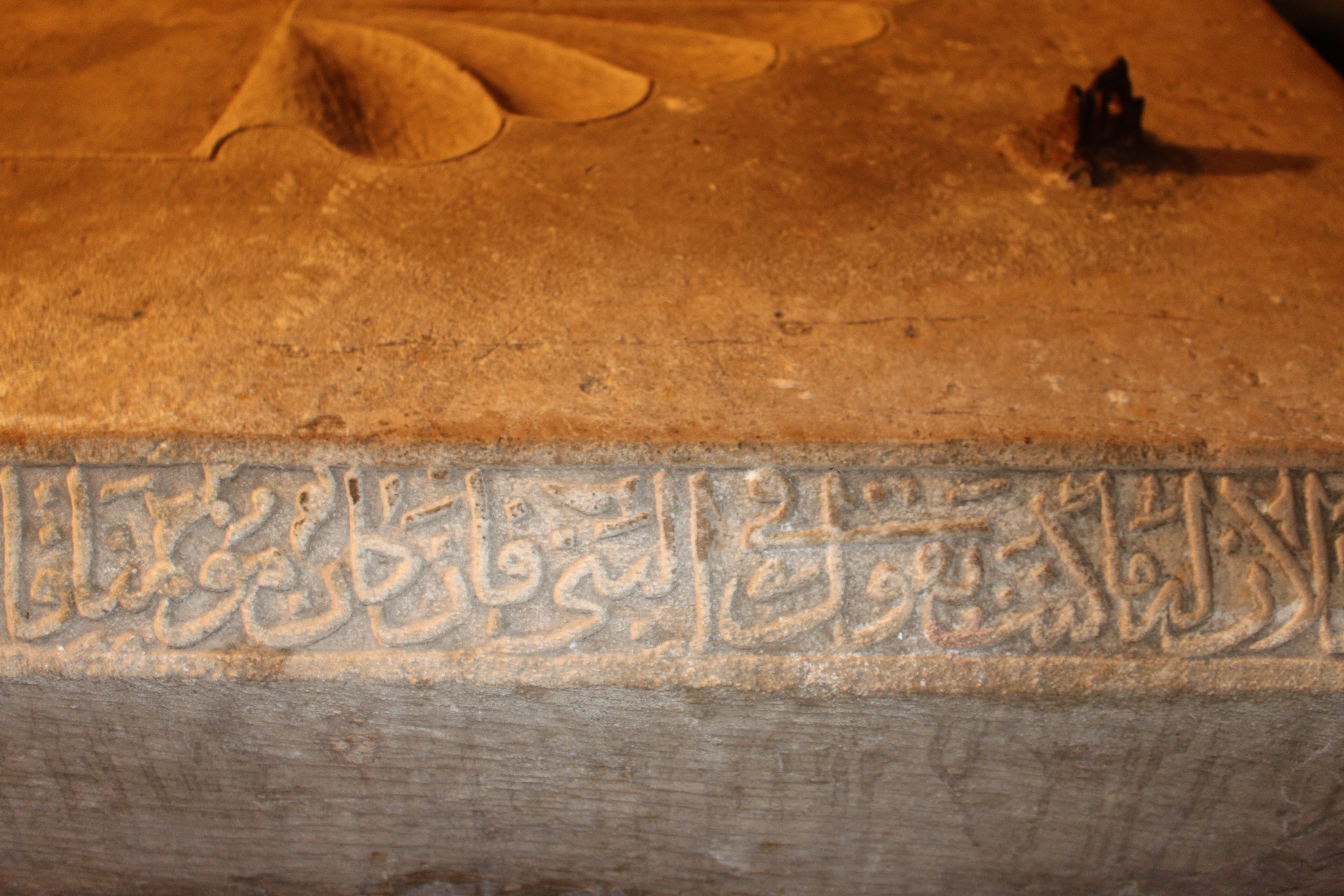
La crypte de Tamerlan : détail de la plaque.
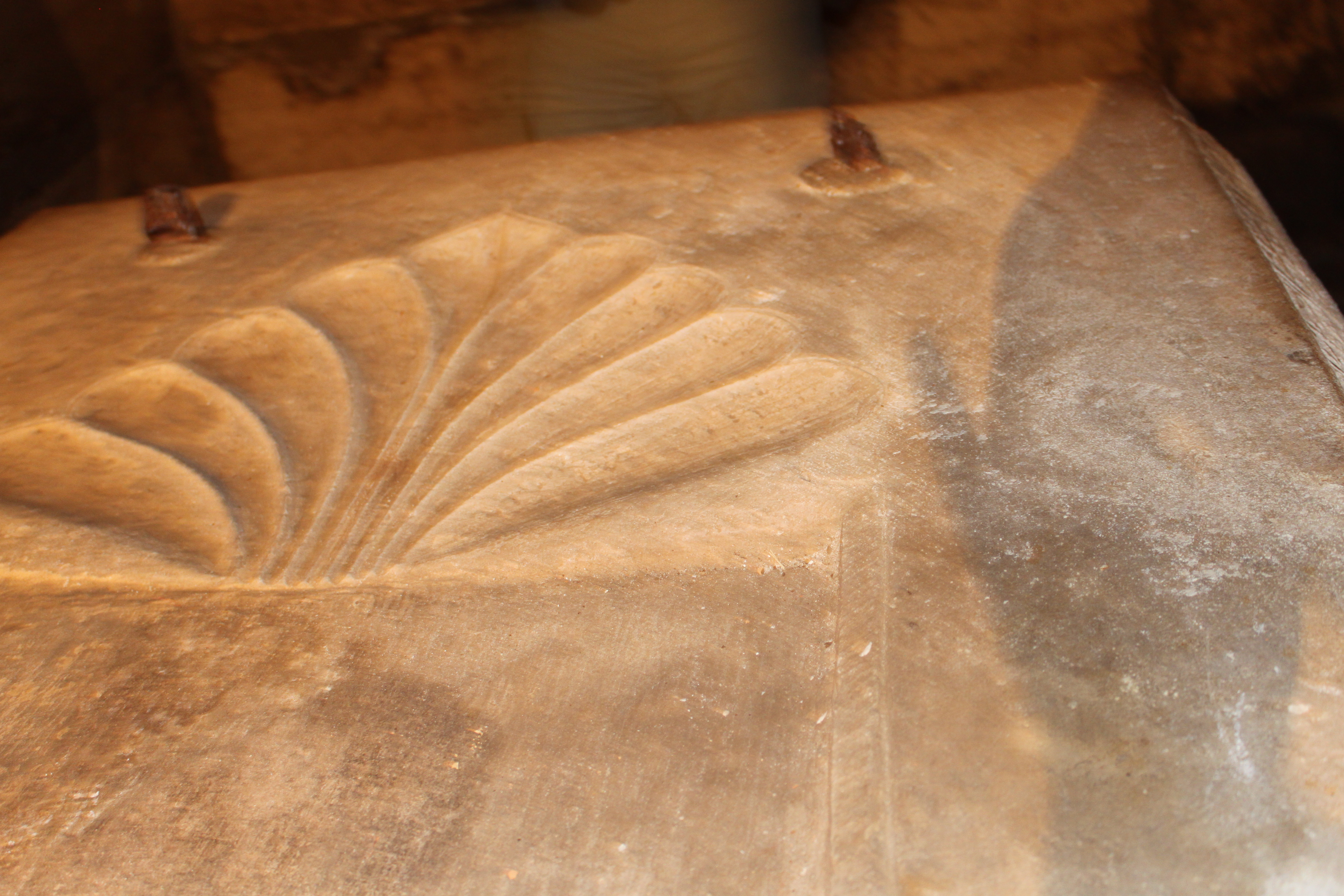
La crypte de Tamerlan : détail de la plaque
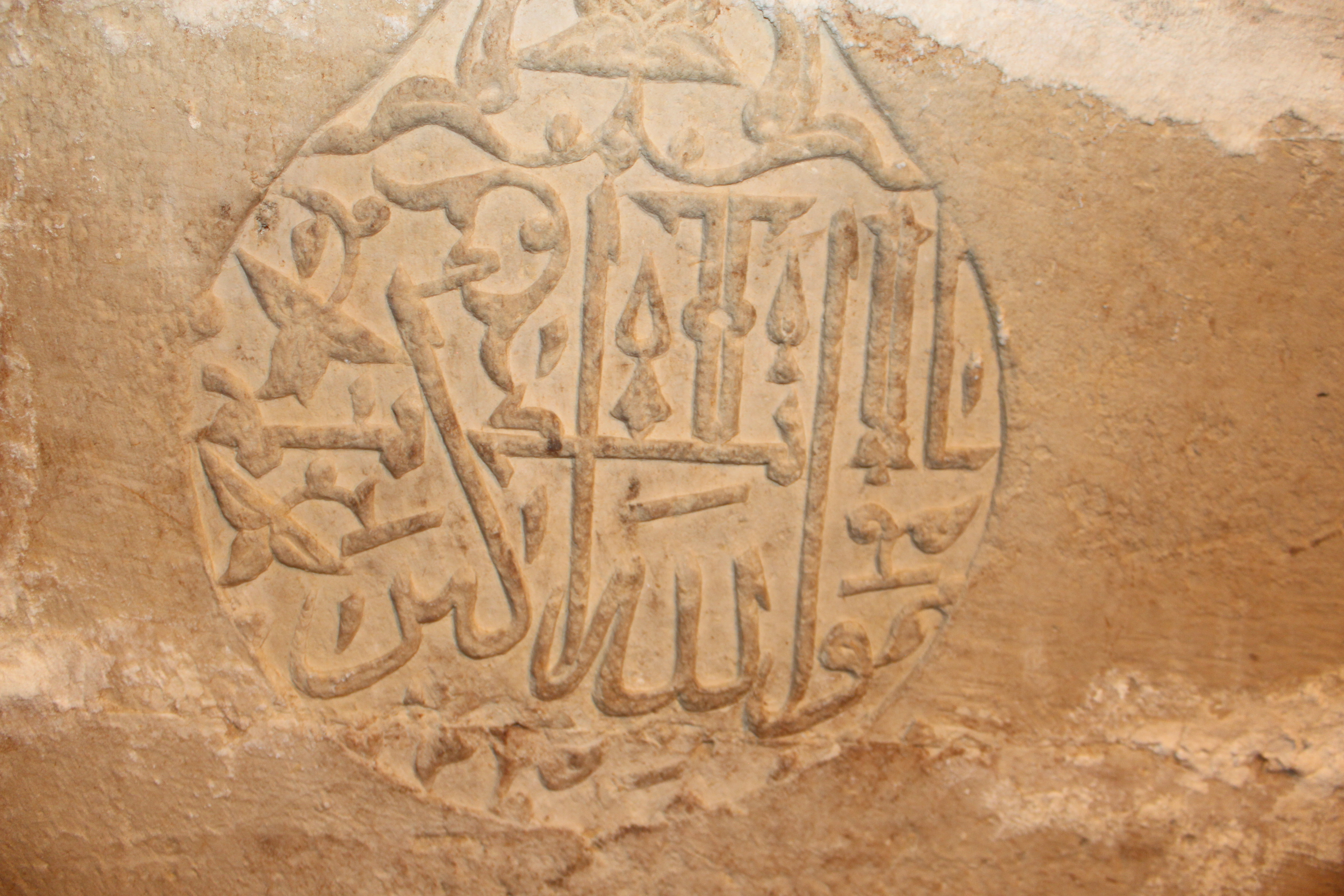
La crypte de Tamerlan (détail).
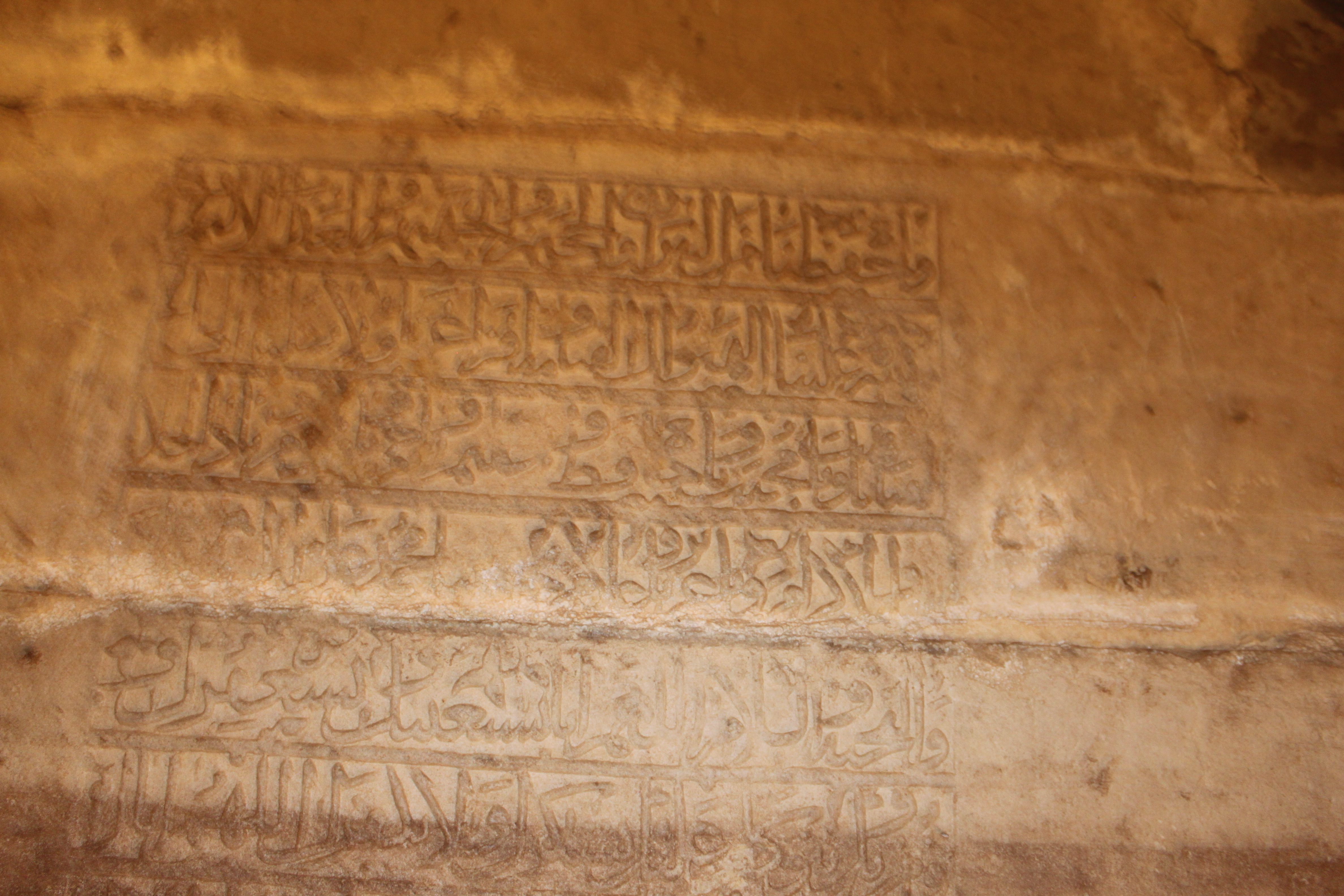
La crypte de Tamerlan (détail).

#### Mosquée Hazrat-i Imam
La mosquée Hazrat-i Imam, adjacente au mausolée de Djahanjir, tient son nom d'une personne vénérée ayant vécu au VIIIe siècle et dont le corps aurait été ramené de Bagdad par Timur.

### La statue de Tamerlan
La statue de Tamerlan est située derrière l'Ak Saray. Son édification ne date que de 2003.